# Westerborstel
Westerborstel ist eine Gemeinde im nordöstlichen Kreis Dithmarschen in Schleswig-Holstein. 

## Geografie

### Geografische Lage
Das Gemeindegebiet von Westerborstel erstreckt sich am südlichen Übergang der Eider-Treene-Niederung zwischen dem Tellingstedter Ortsteil Rederstall und dem Hauptort Tellingstedt. Die Hauptsiedlungsräume von Westerborstel und Tellingstedt gehen direkt ineinander über, wohingegen sich in westlicher Richtung nach Rederstall offene Flur anschließt.

### Nachbargemeinden
|                              | Schalkholz                                  |                         |
| Tellingstedt (OT Rederstall) | Kompassrose, die auf Nachbargemeinden zeigt | Tellingstedt (Hauptort) |
|                              | Welmbüttel                                  |                         |

## Geschichte
Am 1. April 1934 wurde die Kirchspielslandgemeinde Tellingstedt aufgelöst. Alle ihre Dorfschaften, Dorfgemeinden und Bauerschaften wurden zu selbständigen Gemeinden/Landgemeinden, so auch Westerborstel.
Im Jahre 1948 wurden in Westerborstel Münzen gefunden, die hier zwischen 1480 und 1490 vergraben worden waren. Unter ihnen befinden sich Münzen aus Mecklenburg, Lübeck, Hamburg und Lüneburg sowie einige dänische Münzen.

## Politik

### Gemeindevertretung
Bei der Kommunalwahl am 14. Mai 2023 wurden insgesamt sieben Sitze vergeben. Diese fielen erneut alle an die Wählergemeinschaft Westerborstel. Die Wahlbeteiligung betrug 81,5 %.

## Kultur und Sehenswürdigkeiten
Der Ort gilt als Pferdesportzentrum. Eine Geländestrecke auf dem Gebiet einer ehemaligen Kiesgrube wurde vom Military-Reiter Herbert Blöcker gestaltet. Alljährlich wird ein Reitsportturnier abgehalten.
Außerdem findet jeden Sonntag ein Hochballturnier auf dem örtlichen Sportplatz statt.